# Varcia similata
Varcia similata är en insektsart som först beskrevs av Melichar 1903.  Varcia similata ingår i släktet Varcia och familjen Nogodinidae. Inga underarter finns listade i Catalogue of Life.